# Тиросек
Тиросек (словен. Tirosek) је некадашње насеље у општини Горњи Град, Савињска регија, Словенија.

## Историја
До територијалне реорганизације у Словенији био је у саставу старе општине Мозирје. Године 2005. насеље је укинуто и заједно са насељем Шмиклавж и делом насеља Дол спојено у ново насеље Нова Штифта.

## Становништво
| Број становника према пописима | Број становника према пописима |
| ------------------------------ | ------------------------------ |
| 1991                           | 2002                           |
| 261                            | 266                            |

Напомена: Године 2005. укинут и спојен са насељем Шмиклавж и делом насеља Дол у ново самостално насеље Нова Штифта.